# Ewtim Dabew

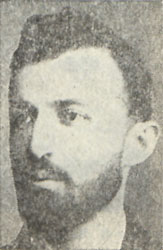
Ewtim Dabew

Ewtim Timtschew Dabew (bulgarisch Евтим Тимчев Дабев; * 25. Oktober 1864 in Gabrowo; † 2. März 1946 in Sofia) war ein bulgarischer Journalist und Politiker.

## Leben
Dabew redigierte 1886 die Zeitung Rossiza, die erste bulgarische Zeitung mit sozialistischer Ausrichtung. Er verfasste außerdem auch die erste Übersetzung eines Werks von Karl Marx ins Bulgarische.
Ewtim Dabew gehörte 1892 zu den Gründern des Sozialdemokratischen Bunds, der sich 1894 mit der Bulgarischen Sozialdemokratischen Partei zur Bulgarischen Sozialdemokratischen Arbeiterpartei vereinigte. Dabew wurde Mitglied des Zentralkomitees der Partei und gehörte zu den Führern eines Parteiflügels. In der Zeit nach 1903 zog er sich jedoch aus der aktiven Politik zurück.